# Convolvulus rhyniospermus
Convolvulus rhyniospermus är en vindeväxtart som beskrevs av Hochst. Convolvulus rhyniospermus ingår i släktet vindor, och familjen vindeväxter. Inga underarter finns listade i Catalogue of Life.